# Pilar Montoya
Pilar Montoya Manzano, conocida como «La Faraona» (Sevilla, 1960 - ibídem, 6 de marzo de 2015) fue una bailaora gitana de flamenco española de la dinastía de los Farrucos. Pilar es hija mayor de uno de los mitos del baile flamenco del siglo pasado, Antonio Montoya Flores Farruco, así como hermana de Rosario Montoya La Farruca y tía de Juan Manuel Fernández Montoya Farruquito, Antonio El Farru y El Carpeta.

## Biografía
Comenzó desde niña, en un ambiente familiar donde el baile y el cante flamenco eran el pan de cada día. Destacó en sus bailes por bulerías, de gran precisión, y sobre todo por los tangos «con un toque de picardía y el sello canastero» de la familia y a los que, al mismo tiempo, imprimió su propia personalidad. Desde que tuvo quince años acompañó siempre a su padre, Farruco, en todos los espectáculos que montó, incluida la estancia en Broadway, Estados Unidos con 'Flamenco Puro' junto a Concha Vargas entre otras muchas estrellas del flamenco. La Faraona apareció también en 'Andalucía Flamenca' o 'Persecución', en los que trabajó como solista. Asimismo, formó parte de la película proyectada por su propio padre como homenaje a la tradición familiar, Bodas de gloria que dirigieron Ricardo Pachón y Manuel Palacios. En 2006, junto a su hermana Rosario, coprotagonizó con éxito 'Gitanas' en el Festival de Mont-de-Marsan en Francia. Trabajó en especial con Farruquito, con quien intervino en varios espectáculos, entre ellos Farruquito y familia o la última Bienal de Flamenco de Sevilla en la que pudo estar, la de 2014, con 'Alma Vieja'. Realizó igualmente algunas giras internacionales fuera del ámbito familiar con otros artistas flamencos como El Güito o Manuela Carrasco. Falleció semanas después de hacer su última aparición en público junto a su hermana Rosario Montoya, La Farruca, el día 24 de febrero con quién presentó 'Mi Herencia', dentro del ciclo Flamenco Viene del Sur en el Teatro Central de Sevilla. Su hijo, Juan Fernández, El Barullo, continúa la tradición familiar, después de ganar uno de los premios del Festival de Cante de las Minas de La Unión en la edición de 2015.
Pero Pilar no dedicaba su tiempo solo a las actuaciones, la bailaora fue una excelente maestra en la academia sevillana Flamencos por el Mundo donde impartía cursillos y seminarios en sus últimos años sobre lo que mejor sabía hacer, bailar flamenco. Su compás y su arte será lo que nos hará recordar siempre a La Faraona.

## Estilo
Europa Press: "Como el de su ilustre progenitor, el baile de La Faraona es corto y directo, sencillo en su aspecto técnico pero muy preciso, lleno de fuerza y confianza en la propia capacidad de transmisión. La Faraona fue única porque, dentro de las claves estéticas familiares, desarrolló un estilo de fuerza pero también zumbón, pleno de sabor y sentido del humor, faceta que explotó principalmente en los tangos. Fue, sin dudarlo, la más negra, la más africana de la familia Farruco.
La última imagen de La Faraona es su estilo canastero, su forma de irrumpir en escena descalza y con una cesta de mimbre al brazo, botando al ritmo de los tangos. Su movimiento de caderas, único, pasará a la historia de la danza flamenca."

## Fallecimiento
Pilar Montoya falleció en Sevilla el día 6 de marzo a sus 55 años tras una larga enfermedad. La bailaora hizo su última aparición el 24 de febrero en el Teatro Central de Sevilla donde acompañó a su hermana Rosario en la presentación del espectáculo Mi Herencia.